# Tauntaun
Els taun taun són criatures amb aspecte de rèptils, fàcils de domesticar, que es mantenen calents gràcies a la seva pell grisa-blanca. A vegades se'ls anomena llangardaixos de la neu. Els tauntauns salvatges van voltant les terres ermes congelades del planeta gelat de Hoth on pasturen liquen. Encara que en un principi són cabuts, poden ser domats i muntats. Aquestos animals van ser utilitzats com a muntures i animals de càrrega per l'Aliança Rebel quan tenia la seva base a Hoth. Encara que la seva grossa pell els protegeix de les temperatures extremes, no poden sobreviure a les brutals nits de Hoth i han de buscar refugi. Tot i això, durant el dia es poden veure les bandades de tauntaun córrer per les planícies de neu i gel.